# Uciąg
Uciąg – siła, z jaką urządzenie (w tym statek, pojazd) może ciągnąć doczepione do niego obiekty.
Uciąg na palu jest parametrem statków, w szczególności holowników, choć również dla pojazdów amfibijnych. Siła mierzona jest poprzez przyczepienie holu statku do stałego elementu nabrzeża i zmierzenie siły na linie wytworzonej przez statek w warunkach idealnych, w stanie równowagi. Poza warunkami pomiarowymi siła uciągu jest zależna zarówno od warunków pogodowych, jak i od ułożenia holownika względem nabrzeża.
Badanie uciągu ciągników rolniczych itp może być podobne do badania holowników. Siła jest mierzona dynamometrem przyczepionym do liny, która jest przyczepiona do ciągnika i do stałego elementu lądowego (czegoś co nie przemieści się podczas pomiaru). W tym wypadku rzeczywista siła uciągu jest zależna od oporów toczenia, czyli rodzaju podłoża (gleby).
Siła z jaką wyciągarka ręczna działa na ciągniony przedmiot zależy od siły z jaką człowiek działa na korbę wyciągarki, dlatego nominalny uciąg wciągarki ręcznej wg normy z 1974 jest to siła w linie ciągnącej na bębnie, która jest równa dopuszczalnemu obciążeniu roboczemu, gdy korba obracana jest z siłą 0,15 kN.